# Llombai
Llombai (spanisch Llombay) ist eine Gemeinde (Municipio) mit 2.767 Einwohnern (Stand: 2024) in der spanischen Provinz Valencia. Sie befindet sich in der Comarca Ribera Alta.

## Geografie
Llombai liegt etwa 28 Kilometer südwestlich von Valencia in einer Höhe von ca. 100 m am Río Magro (Valencianisch: Ríu Magre). Im Gemeindegebiet befinden sich die Naturparke Paraje natural El Tello und Paraje natural Els Cerros.

## Demografie
| 1900 | 1930 | 1950 | 1970 | 1981 | 1991 | 2001 | 2011 | 2021 |
| ---- | ---- | ---- | ---- | ---- | ---- | ---- | ---- | ---- |
| 2067 | 2167 | 2253 | 1970 | 2051 | 2181 | 2250 | 2786 | 2651 |

## Sehenswürdigkeiten

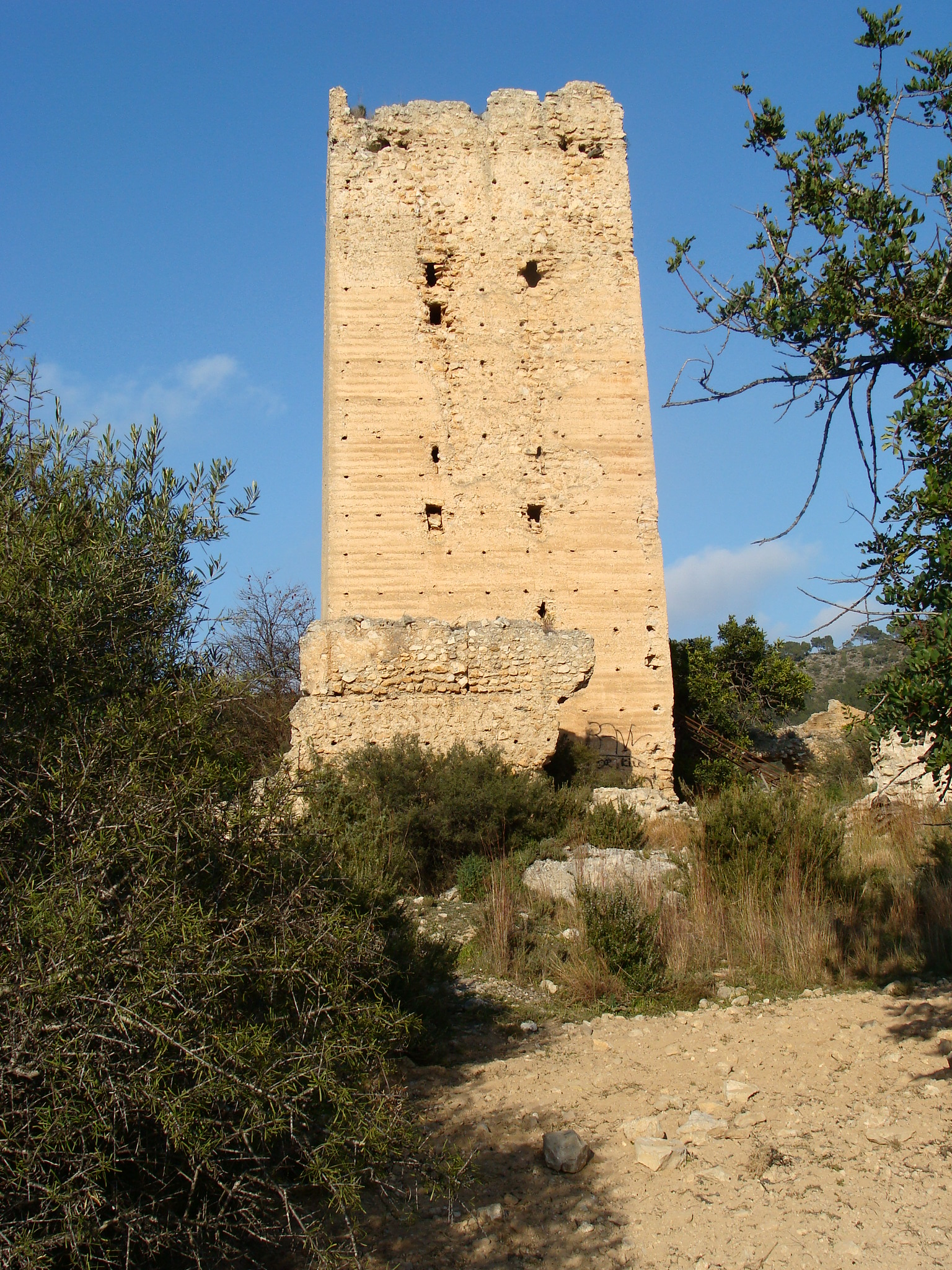
Burgruine von Aledua
- Kreuzkirche
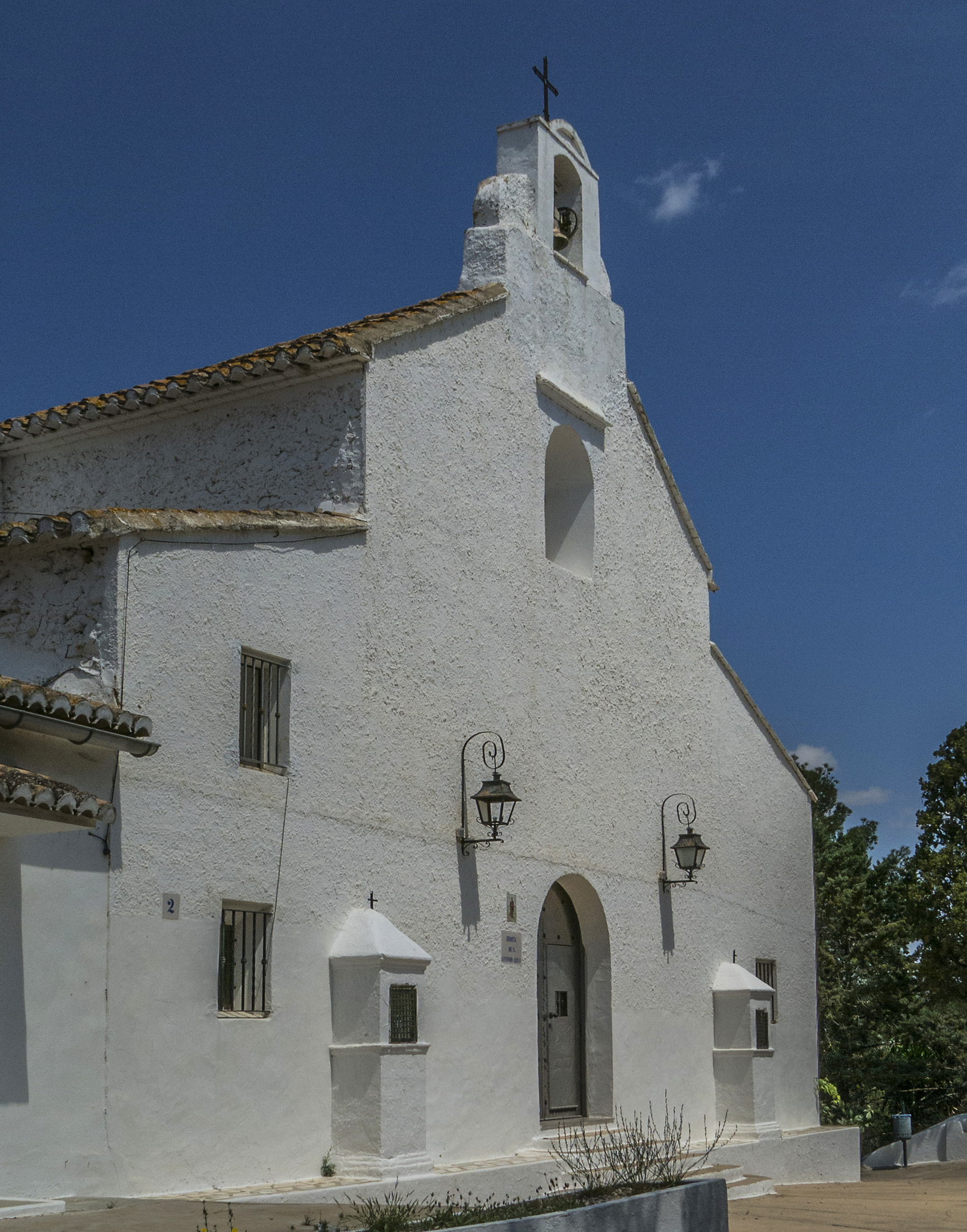
Antoniuskapelle

- Burgruine von Aledua
- Antoniuskapelle

## Persönlichkeiten
- Eliseu Climent i Corberà (* 1940), Politiker